# Филурија
Филурија (tur. resmi filuri, resmi filori) назив за порез који су у балканским и неким другим земљама плаћали порезни обавезници. Најчешће филурију су плаћали Власи, без обзира на то да ли су били полуномадски сточари или су се већ бавили пољопривредом. Филурија је плаћана по кући, и минимално је износила један дукат, али стварни износ у акчама одређивао је султан у складу са вриједносшћу дуката.

Власи или сточари са великим бројем оваца плаћали су своје феудалне обавезе османској држави. Такође филурија се могла испунити давајући одређени број оваца, али и вршењем војних услуга.
Филурија је била основни влашки порез и замјена свим ванредним и редовним порезим који су били обавезни за покорено становништво.
Када су Турци стигли на Балканско полуострво наишли су на разне социјалне слојеве који су имали разне обавезе и порезе које су постојале још у византијском периоду. Турци су поштовали привилегије који су имали одређени социјални слојеви. Тако је било и са Власима који су укључени у турски феудални систем не као појединци већ као колектив који је имао оредеђена права и привилегије, али и одређене обавезе.

## Сакупљање пореза од стране Османског царства
Власи су били организовани у друштвене организације са својим старјешинама на челу који су обично имали титулу кнеза. Старјешине су испред свог колектива излазили пред турске власти с обзиром да су имали ауторитет успјели су да заштите своја права.Турске власти нису ликвидирале старјешине већ су их претворили у своје оружје и преко њих сакупљали порез и спроводили своју вољу. За вријеме Византије вршењем одређених војних обавеза Власи су стицали одређене привилегије.Турска власт то није укинула, напротив, проширила је њихова војничка задужења у армији. Тако су Власи добили нова права, али и нове дужности.

У прво вријеме влашке заједнице су добродошле турским властима поготово у пограничним областима гдје су учвршћивали своју власт и није им било у интересу да их растуре бар у прво вријеме. Турске власти прихватиле су влашке и друге сточарске заједнице и за њих донијели посебна права и привилегије, такође били су смјештени у посебне влашке дефтере. Крупни сточари који су посједовали велики број оваца плаћали су филурију држави дајући одређен број оваца или вршењем војних обавеза.
Влашке јединице за филурију су била домаћинства, а шире области су називане катуни. Катун је бројао од 25 до 50 домаћинстава.Као што је већ речено поред новчаних и натуралних пореза, Власи су имали и војне обавезе. То је била њихова привилегија у односу на друго покорено становништво.

## Влашка задужења
Свака пета кућа је давала војника такозвани „петник” који је ишао у војне походе на пограничним мјестима, али и на угроженим локалитетима гдје су на смјене чували стражу. Са Санџак-бегом упадали су у непријатељске посједе, а када је долазило до већих похода свака кућа је морала дати по једног војника. Један дио би нападао непријатеље пјешадијски, а други на коњима. Санџак-бег није имао права да контролише све Влахе. Он је имао права да контролише до педесет кућа у трајању до шест мјесеци. Новац од новчаних казни који су плаћали Власи ишао је Санџак-бегу.

Филурија се плаћала под контролом јер је био обичај да сакупљач и писар који је водио филуријске спискове узму додатни дио новца који је био као бакшиш, што су турске власти забрањивале.